# Gwenview
Gwenview是一個KDE桌面環境的圖像瀏覽器。目前的維護者是Aurélien Gâteau。「Gwen」在布列塔尼語是指「白色」。雖然Gwenview可以在KDE 3下使用，但KDE 4的版本有一個簡化的用戶界面，使它更適合於快速瀏覽大量圖像。Gwenview提供了全影幕顯示，可用於顯示圖像作為幻燈片觀賞。2014年，Gwenview移植到KDE框架 5并作为KDE应用程序的一部分一起发布。
主要特點：
- 目錄瀏覽器
- 圖像瀏覽器。支持的图像格式包括但不限于BMP, PNG, JPEG, GIF, MNG, TIFF, PSD, SVG, RAW (有限支持), 和视频支持。
- Metadata編輯評論
- 於當前目錄顯示縮圖
- 从外部存储导入图像
- 使用KIPI（KDE的圖像插件接口）插件操縱圖像
- 支援webp，這是eog或eom所不具備的
- 根据图像类型，文件名模式和日期过滤图像
- 分享图像到社交媒体网站[3]

## 外部連結
- Gwenview官方網站 （页面存档备份，存于）
- Gwenview使用手冊 （页面存档备份，存于）